# 발강 (남아프리카 공화국)

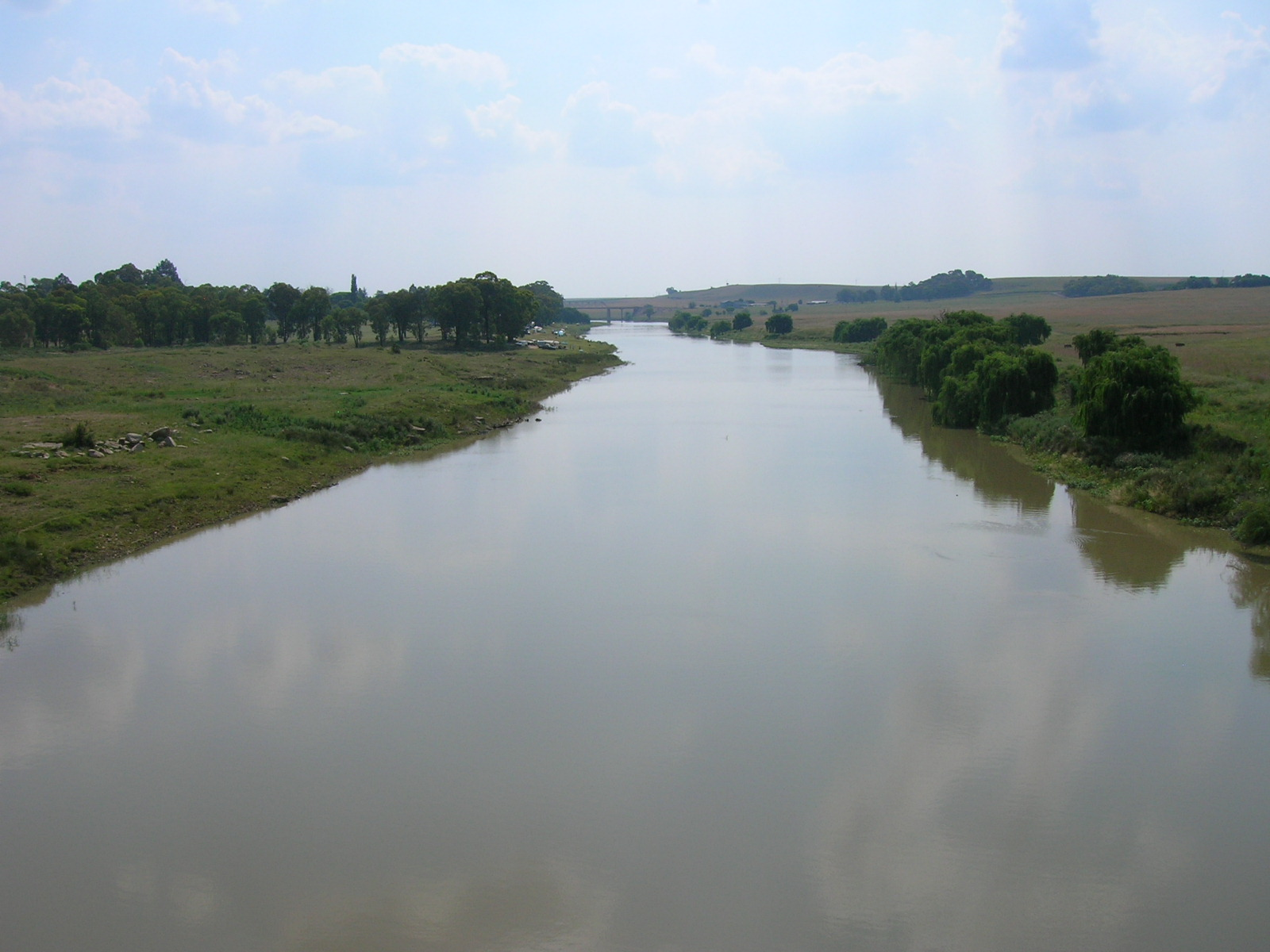

발강(Vaal River, 아프리칸스어 발음: 팔 ˈfɑːl)은 남아프리카 공화국의 강으로, 오렌지강의 가장 큰 지류이다. 길이는 1,458 km로, 요하네스버그보다 조금 동쪽에 위치한 브레이턴(Breyten)에서 발원하여 노던케이프주의 더글라스(Douglas) 인근에서 오렌지강에 합류한다. 오렌지강, 림포포강에 이어 남아공에서 세 번째로 긴 강이며, 19세기 말 골드러시를 통해 요하네스버그와 함께 발전한 비트바테르스란트라는 인근 유역 지대의 중요한 수자원이 되어 오고 있다.
발강은 여러 주들 간의 자연 경계를 이루기도 하는데, 강을 기준으로 북쪽에 음푸말랑가주, 하우텡주, 노스웨스트주가, 남쪽에 프리스테이트주가 위치한다.
발(Vaal)이라는 이름은 원주민이 쓰는 코에코에어의 Tky(ǀHai)라는 이름을 보어인들이 네덜란드어(또는 아프리칸스어)로 번역한 것으로, '흐릿하다' 또는 '희미하다'는 뜻이다.

## 같이 보기
- 오렌지강
- 비트바테르스란트